# Sieczna (rzeka)
Sieczna (ukr. Січня Sicznia) — rzeka na Ukrainie, przepływająca przez rejon mościski obwodu lwowskiego. Lewy dopływ Wiszni w dorzecze Wisły.

## Opis
Długość 25 km, powierzchnia dorzecza 247 km². Spadek rzeki 3,4 m/km. Dno głównie muliste. Na rzece istnieją stawy (największy nieopodal wsi Krukienice).

## Położenie
Sieczna bierze początek w lesie na północny wschód od wsi Werchiwci. Płynie najpierw na północny wschód, w Krukienicach skręca na północny zachód, potem na północ. Wpada w Wisznię na północno-wschodnim skraju wsi Hodynie.
Źródła Siecznej znajdują się na północnych stokach Wielkiego Europejskiego Działu Wodnego. Rzeka przepływa przez Płaskowyż Sańsko-Dniestrzański.
Największe dopływy: Troszanka (lewy); Sikonycia (prawy).
Nad Styczną znajduje się miasto Mościska.

## Źródła
- Львівська область. Історико-природничі нариси з краєзнавства, s. 37, Lwów, 1994.